# Sevhil Musaieva-Borovîk
Sevhil Musaeva-Borovîk (sau Sevğil Musayeva-Borovyk, în ucraineană Севгіль Мусаєва-Боровик, în tătară crimeeană Sevgil Hayretdın Qızı Musaieva; n. 18 iunie 1987, Juma⁠(d), Republica Sovietică Socialistă Uzbecă, URSS) este o jurnalistă ucraineană din Crimeea, Ucraina, redactor-șef de publicații online pentru „Ukrayinska Pravda” și inițiatoarea portalului web „Krym_SOS”.

## Biografie
Născută în 1987 în Juma⁠(d), lângă Samarkand, Sevhil s-a reîntors cu familia ei în Crimeea în anul 1989, atunci când restricțiile împotriva tătarilor din Crimeea în Uniunea Sovietică au fost abandonate. S-au stabilit în Kerci, în provincia Crimeea. Între 2004-2010 a studiat la Institutul de Jurnalism din cadrul Universității din Kiev. În această perioadă Musayeva a lucrat, de asemenea, pentru diverse agenții media și edituri, cum ar fi Ekonomichni novyny, Delo, Vlast deneg.
Din iunie 2011 până în august 2013 a lucrat ca și corespondent pentru „Forbes Ucraina” până când editura a fost cumpărată de către Serghei Kurcenko. În timpul protestelor Euromaidan, Musaeva s-a numărat printe activiști și a creat rapoarte pentru proiectul Hubs pe Facebook. În februarie 2014 a lansat site-ul „Hubs” ca portal web de știri, devenind redactor-șef. După anexarea Crimeei de către Federația Rusă, a devenit, de asemenea, una dintre fondatorii proiectului internet, Krym_SOS. Începând din octombrie 2014 Musaeva este redactor-șef al revistei online Ukraiinska pravda⁠(d).
În august 2014 Sevhil Musaeva s-a căsătorit cu Andrii Borovîk.